# Fausto Masnada
Fausto Masnada (Bèrgam, 6 de novembre de 1993) és un ciclista italià. Professional des del 2017, actualment milita a l'equip XDS Astana Team. En el seu palmarès destaca una victòria d'etapa al Giro d'Itàlia de 2019.

## Palmarès
- 2014
  - 1r al Giro del Valdarno
- 2015
  - 1r al Piccolo Giro de Llombardia
- 2016
  - 1r al Giro del Medio Brenta
  - 1r al Giro del Valdarno
- 2018
  - 1r al Tour de Hainan i vencedor d'una etapa
- 2019
  - Vencedor de 2 etapes al Tour dels Alps
  - Vencedor d'una etapa al Giro d'Itàlia
- 2022
  - Vencedor d'una etapa al Tour d'Oman

### Resultats al Giro d'Itàlia
- 2018. 26è de la classificació general
- 2019. 20è de la classificació general. Vencedor d'una etapa
- 2020. 9è de la classificació general
- 2021. Abandona (12a etapa)

### Resultats a la Volta a Espanya
- 2022. 57è de la classificació general